# Nemo iudex sine actore ne procedat ex officio
Nemo iudex sine actore ne procedat ex officio es una locución latina, que puede traducirse en español como "No hay juicio sin actor, ni el juez puede iniciarlo de oficio" o "No hay juicio sin parte que lo promueva", utilizada en el ámbito del Derecho procesal como aplicación del principio dispositivo.
Este principio es usado en contraposición a los sistemas acusatorios típicos del Derecho público.
- Datos: Q9049256